# Münchner Madrigalchor
Der Münchner Madrigalchor ist ein gemischter Chor, der 1966 von dem Stimmphysiologen Franz Brandl im Max-Planck-Institut für Biochemie in München gegründet wurde. Der Chor trat vor 1974 unter der Bezeichnung Europäisches Ensemble auf, seitdem als Münchner Madrigalchor und ist ein eingetragener Verein.
Das Madrigal ist ein mehrstimmiges Vokalstück meist weltlichen Inhalts und eine wichtige musikalische Gesangsform der Renaissance und des Frühbarocks.

## Auszeichnungen
1979 wurde der Chor mit der Orlando-di-Lasso-Medaille ausgezeichnet. 1994 erhielt der Chor beim internationalen Chorwettbewerb in Riva del Garda zwei Silbermedaillen.

## Repertoire
- A-Cappella-Werke der Renaissance (Chansons, Madrigale, Motetten)
- Chor- und Orchesterwerke des Barock, der Klassik und der Romantik
- deutsche und europäische Volkslieder
- slawische Kirchenmusik
- europäische, insbesondere osteuropäische Folklore
- internationale Musik zur Weihnachtszeit

## Diskographie
- Joseph Haydn – Die Nelson-Messe, CD, 2008
- Frohlocket, ihr Völker, CD, 2001
- O Musica, du edle Kunst, CD, 1997
- Liturgie der Ostkirche, CD, 1993
- Französische Chormusik mit zwei Orgeln, CD, 1988
- Geistliche Musik aus sechs Jahrhunderten, LP, 1981
- Der Münchner Madrigalchor singt, LP, 1976
- Liturgie der Ostkirche, LP, 1971